# أزوار (أصفهان)
أزوار هي قرية في مقاطعة أصفهان، إيران. يقدر عدد سكانها بـ 303 نسمة بحسب إحصاء 2016.